# Codonodes rectigramma
Codonodes rectigramma là một loài bướm đêm trong họ Noctuidae.